# Осон (Горња Гарона)
Осон (фр. Ausson) насеље је и општина у јужној Француској у региону Миди Пирене, у департману Горња Гарона која припада префектури Сен Годан.
По подацима из 2011. године у општини је живело 528 становника, а густина насељености је износила 120,27 становника/km². Општина се простире на површини од 4,39 km². Налази се на средњој надморској висини од 400 метара (максималној 466 m, а минималној 399 m).

## Демографија
| 1962. | 1968. | 1975. | 1982. | 1990. | 1999. | 2011. |
| ----- | ----- | ----- | ----- | ----- | ----- | ----- |
| 293   | 324   | 462   | 541   | 547   | 541   | 528   |

График промене броја становника у току последњих година